# Pia Gjellerup
Pia Gjellerup, född 22 augusti 1959, är en dansk socialdemokratisk politiker, advokat och f.d. minister. Hon är för närvarande chef för den politiska avdelningen i Danmarks Jurist- og Økonomforbund (DJØF).

## Biografi
Pia Gjellerup växte upp på Frederiksberg och är dotter till advokaten Preben Gjellerup och taxeringssekreteraren Maud Kølendorf och är den yngsta av två systrar. Hon tog studenten från den matematisk-fysiska linjen på Metropolitanskolen 1978 och påbörjade samma år en utbildning som ingenjör vid Danmarks Tekniske Højskole. Hon hoppade dock av utbildningen 1980 och började istället studera juridik vid Köpenhamns Universitet, från vilket hon tog examen 1985. Hon blev legitimerad advokat 1990. Under universitetsåren var hon politiskt engagerad i Danmarks Socialdemokratiske Ungdom (DSU). Hon gjorde en snabb karriär inom politiken som ordförande för DSU i Frederiksberg 1982-84 samt som socialdemokratisk ledamot av Frederiksbergs kommunfullmäktige 1982-87, i vilken hon var sitt partis gruppordförande från 1985. 1985 blev hon kandidat till Folketinget och blev två år senare invald. Väl som ledamot av Folketinget innehade hon posten som partigruppens sekreterare, samt som ordförande för skatteutskottet till 1993.
Pia Gjellerup är ogift och har inga barn.

## Ministerperioderna 1993 & 1998-2001
År 1993 avgick den borgerliga koalitionsregeringen, bestående av Konservative Folkeparti och Venstre, på grund av den s.k. tamilsagen. Socialdemokraternas partiledare, Poul Nyrup Rasmussen, bildade tillsammans med Radikale Venstre och Centrum-Demokraterne en ny regering, i vilken Pia Gjellerup utsågs till justitieminister. Hon avgick efter två månader då den DSU-ägda kursgården Solhavegården, för vilken hon var styrelseordförande 1989-1993, misstänktes ha haft oegentligheter i räkenskaperna under samma period. Hon blev dock friad från medansvar i fallet och hon fortsatte under en tid sin politiska karriär som ordförande för den socialdemokratiska folketingsgruppen.
Efter valet 1998 omdanade statsminister Poul Nyrup Rasmussen sin regering och Gjellerup utsågs till ny näringsminister. Under denna styrde hon bland annat upp förhandlingarna mellan Finansrådet och Dansk Handel og Service. När år 2000 gick mot sitt slut gjorde Poul Nyrup Rasmussen ännu en omdaning av i sin regering, och han utsåg Gjellerup till att bli hans nya finansminister. Detta uppdrag innehade hon till folketingsvalet i november 2001. 

## Övriga förtroendeposter
- Styrelseledamot av Gefion Gymnasium (2010-)
- Styrelseledamot av Vanførefonden, varav som styrelseordförande sedan 2008 (2007-)
- Styrelseledamot av Danmarks Nationalbank (2003-2004)